# Biologische Filterung
Biologische Filterung ist ein zusammenfassender Name für Verfahren zur Reinigung von Abwasser oder andere durch organische Schadstoffe belastete Wässer durch den Einsatz von heterotrophen Mikroorganismen, insbesondere Bakterien und Pilzen, die auf der Oberfläche eines festen Trägermaterials einen Biofilm ausbilden. Die Reinigungsleistung wird dabei nicht durch das Filtermaterial selbst, sondern durch die Organismen erbracht. Dies unterscheidet sie von der Membrantechnik, bei der semipermeable Membranen bzw. Filtermaterialien durch Ausfilterung von Schadstoffen selbst die Reinigung bewirken. Letztlich dienen die organischen Schadstoffe den Organismen des Biofilms als Nährsubstrate und werden in Biomasse umgesetzt und festgelegt, die anschließend abgetrennt werden kann.
Die biologische Filterung beruht auf den gleichen Prinzipien wie die Selbstreinigung in natürlichen Gewässern. Verwandte Verfahren, die auf denselben Prinzipien aufbauen, sind auch die biologische Reinigungsstufe von Kläranlagen oder Verfahren, die mit Aggregaten von Mikroorganismen (z. B. Flocken) arbeiten. Alle diese Verfahren arbeiten mit zwei Phasen (feste und flüssige Phase: Festbettreaktoren), während viele andere technische Bioreaktoren auf suspendierten Einzelzellen beruhen. Der Vorteil von auf Biofilmen beruhenden Verfahren ist vor allem, dass die Rückhaltung (Retention) der Schadstoffe besser ist, da sie nicht so leicht ausgespült werden können. Ihr Einsatzbereich liegt vor allem bei hohen Fließgeschwindigkeiten in Verbindung mit relativ niedrigen Schadstoffgehalten. Bei hoch konzentrierten Wasserbelastungen sind andere Verfahren technisch überlegen.

## Abwasser
Biologische Filter gehören zu den Festbettreaktoren. Der Abbau von gelösten organischen Stoffen geschieht durch lebende Mikroorganismen die als Biofilm auf festen Materialien siedeln. Biofilme bestehen aus den Zellen der Organismen selbst sowie aus von diesen ausgeschiedenen, extrazellulären Polymeren. In der Regel wird bei den Verfahren das Substrat vorgegeben und die Umweltbedingungen, wie z. B. Sauerstoffgehalt, pH-Wert, Strömung (Durchsatzrate) kontrolliert. Die Lebensgemeinschaft selbst besteht aus Organismen, die den Filter selbständig besiedeln, also nicht speziell gezüchtet oder ausgewählt werden. Es bilden sich artenreiche Lebensgemeinschaften aus, die aufgrund der begrenzten Diffusionsrate von Stoffen in den Biofilm hinein oft schichtweise organisiert sind. Die Tropfkörper in biologischen Kläranlagen, die seit über 50 Jahren eingesetzt werden, gehören hierher.

## Technische Filter (Bioreaktoren)
Im Gegensatz zu Tropffiltern und anderen an feste Träger oder Membranen gebundenen Verfahren beruhen technische Bioreaktoren zur Abwasserreinigung fast immer auf an im Wasser suspendierte Träger (Partikel oder Flocken) gebundene Biofilme. Erste technische Anwendung war das BFB-Verfahren (Biofilm fluidized bed), das seit Anfang der 1980er Jahre für fast alle Prozesse der Abwasserreinigung in Kläranlagen Verwendung findet. Zur Denitrifikation von mit Stickstoff belasteten Abwässern in Kläranlagen von Zuckerfabriken wird es auch anaerob betrieben. Beim USB-Reaktor (Upflow sludge blanket) wird Abwasser von unten her in ein Belebtschlammbecken eingeleitet, es durchströmt eine aus von Biofilm überzogenen, etwa 1 bis 4 Millimeter großen Körnchen bestehende, belüftete (aerobe) Schlammschicht. Beim mikrobiellen Abbau wird Biogas gebildet, das reich an Methan ist. Die Partikel werden durch anhaftende Methanblasen aufgewirbelt, es bildet sich eine Konvektion aus. Das Gas wird oben aufgefangen und genutzt. Der BAS-Reaktor (Biofilm  Airlift Suspension) beruht auf einem Zwei-Kammer-System. In einer Kammer wird unten ein Gas zugeleitet (bei aeroben Reaktoren Luft). Durch die verminderte Dichte entsteht eine Wasserströmung nach oben. Am oberen Ende tritt das Gas aus, das dichtere Wasser strömt in der zweiten Kammer nach unten und tritt von unten her in die erste Kammer ein. Die Partikel, die den Biofilm tragen, werden durch die Strömung suspendiert und in Schwebe gehalten. Es resultiert eine sehr gute Durchmischung und besonders hohe aktive Oberfläche. Neben diesen Verfahren sind weitere in Gebrauch.

## Aquaristik

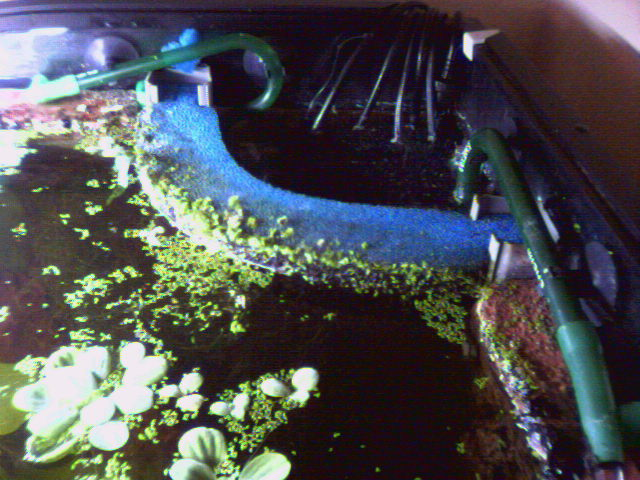
Hamburger Mattenfilter, ein einfacher biologischer Filter im Süsswasseraquarium

Biologische Filter reinigen das Wasser unter Zuhilfenahme von Bakterien, die sich im Filtermaterial festsetzen und vermehren. Da die Bakterien dabei Sauerstoff verbrauchen, bezeichnet man diesen Vorgang auch als Aeroben Abbau. Damit biologische Filter gut funktionieren, muss eine große Anzahl von Bakterien vorhanden und eine hohe Sauerstoffsättigung des Wassers gegeben sein. Ist das Becken in der Meerwasseraquaristik mit genügend Lebenden Steinen ausgestattet, kann bei Riffaquarien mit ausgewogenem Besatz auf einen biologischen Filter verzichtet werden, nicht aber bei reinen Fischaquarien oder großem Besatz.